# Paremonia multistrigata
Paremonia multistrigata är en fjärilsart som beskrevs av George Francis Hampson 1898. Paremonia multistrigata ingår i släktet Paremonia och familjen björnspinnare. Inga underarter finns listade i Catalogue of Life.